# سفارة إندونيسيا في بولندا
سفارة إندونيسيا في بولندا هي أرفع تمثيل دبلوماسي لدولة إندونيسيا لدى بولندا. تقع السفارة في وهي تهدف لتعزيز المصالح الإندونيسية في بولندا.

## وصلات خارجية
- الموقع الرسمي
- قائمة سفارات إندونيسيا
- قائمة السفارات في بولندا